# Znajkay Zsófia
Znajkay Zsófia (szül. Szabó Zsófia Anna) (Budapest, 1986 –) magyar drámaíró.

### Pályafutása
A Városligeti Általános Iskola és a Szent László Gimnázium elvégzése után felvételt nyert a Színház- és Filmművészeti Egyetem televíziós műsorvezető-adásrendező szakára, ahova 2005–2009 között járt, először Bárdos András osztályába, végül Rangos Katalin osztályában végezte el az abszolutóriumot.
2014-ben csatlakozott a TÁP Színházhoz.
Első drámáját 2015-ben írta meg Az ölében én címmel. A darab 2016-ban támogatást nyert a Katona József-pályázaton, és ő maga vitte színre a MU Színházban Vasvári Emese és Jankovics Péter főszereplésével. A mű elnyerte a Színikritikusok Díját a legjobb új magyar dráma kategóriában a 2016/17-es évadban. A dráma 2017-ben megjelent a Színház.net-en.
Második drámája, a Rendezői változat részt vett a 2016/17-es évadban a Színházi Dramaturgok Céhe által rendezett Nyílt Fórum drámaíró-pályázaton, melynek keretein belül Znajkay megkapta érte a Vilmos-díjat is 2017-ben. A darab később a Nyílt Fórum Füzetekben a többi, pályázati részvételt nyert darabbal együtt nyomtatásban is megjelent.
Znajkay a Rendezői változatot is MU Színházban vitte színre, Kurta Niké, Hajduk Károly és Laboda Kornél szereplésével.
Harmadik darabjának, az A-nak megírására megpályázta és elnyerte a 2018-as Örkény István drámaírói ösztöndíjat.
Első kőszínházi ősbemutatója 2023-ban a Péntek úr csodálatos barátai Varsányi Péter rendezésében a Budapest Bábszínházban.
Televíziós sorozatokban és szkeccsekben is dolgozott íróként:
- Kicsi gesztenye klub
- Tóth János (televíziós sorozat)
- Egynyári kaland
- Dumaszínház: A politikusok lelki világa[7]

### Magánélete
Felnőttként Asperger-típusú autizmus-spektrumzavarral diagnosztizálták a Delej utcai Autizmus Alapítványnál.
2018-ban házasságot kötött Preiszner Miklós zeneszerzővel.

### Művei
- Az ölében én (2015)
- Rendezői változat (2017)
- A (2020)
- Péntek úr csodálatos barátai (2023)

### Díjai
- Színikritikusok Díja – Legjobb új magyar dráma, 2016/17
- Vilmos-díj, 2017

## Cikkek és interjúk
- https://szinhaz.org/interju/2017/02/28/irni-legjobb-dolog-vilagon-interju-znajkay-zsofiaval/ Archiválva 2020. december 28-i dátummal a Wayback Machine-ben
- https://szinhaz.hu/2018/04/11/rendezoi_valtozat_magat_a_dontes_mechanizmusat_akartam_jelenetekre_bontani
- https://litera.hu/magazin/interju/en-akkor-kuzdok-amikor-nem-irok.html
- https://szinhaz.net/2017/02/28/kovacs-balint-meg-is-hal-megse-szomoru/
- https://revizoronline.com/hu/cikk/6585/znajkay-zsofia-az-oleben-en-tap-szinhaz-mu-szinhaz/
- https://epa.oszk.hu/00000/00002/00267/pdf/EPA00002_alfold_2020_12_075-083.pdf
- https://szinhaz.online/az-lenne-a-legjobb-ha-senki-nem-erezne-magat-teljesen-artatlannak-interju-znajkay-zsofiaval-es-preiszner-miklossal/